# Phare de Punta Penna
Le phare de Punta Penna est un phare situé dans la province de Chieti, dans la région des Abruzzes, en Italie centrale.
Haut de 70 m, c'est le deuxième plus grand phare d'Italie et l'un des dix plus hauts « phares traditionnels » du monde.

## Situation
Construit en 1906, le phare de Punta Penna est situé à environ 7 km au nord de Vasto et est contigu avec la Réserve naturelle de Punta Aderci.